# Philodromus mineri
Philodromus mineri är en spindelart som beskrevs av Willis J. Gertsch 1933. Philodromus mineri ingår i släktet Philodromus och familjen snabblöparspindlar. Inga underarter finns listade i Catalogue of Life.